# Purcellia illustrans
Purcellia illustrans − gatunek kosarza z podrzędu Cyphophthalmi i rodziny Pettalidae.

## Występowanie
Gatunek endemiczny dla Republiki Południowej Afryki, gdzie występuje w rejonie masywu Góry Stołowej w prowincji Przylądkowej Zachodniej.